# Ралф Шеперс
Ралф Шеперс (Еслинген, 5. фебруар 1965) је певач немачког пауер метал бенда Прајмал фир. Има карактеристични глас високог регистра који делимично подсећа на глас Роба Халфорда из Џудас Приста. Певао је у бендовима Гама реј, Тајранс пејс и Хеловин, иако са Хеловином није снимао албуме. Поред тога, гостовао је на албумима бендова Терион и Ерион.

## Биографија
Почео је певати 1980. године у бенду Тајранс пејс. Током 1986. је певао на неколико концерата са Хеловином, на којима је мењао Каи Хансена, који је у то време престао истовремено свирати и певати и посветио се гитари. Група из Хамбурга је била близу одлуке да га ангажује за стално, али су на крају ипак позвали Михаела Кискеа. Како је Хансен 1989. године напустио бенд, он и Ралф су се поново нашли на истом путу - настао је Гама Реј. Ралф је у Гама реју био све до 1995. године, када је одлучио да се такмичи за упражњено место певача Џудас приста по одласку Роба Халфорда, али је изгубио у корист Тима „Рипера“ Овенса. Истовремено му је и Хансен поставио ултиматум - у то време је Шеперс живео далеко од Хамбурга, па није увек учествовао у активностима бенда - да се посвети потпуно бенду преселивши се у Хамбург или да напусти бенд. Како је приступање британском саставу још увек било могуће, Ралф је донео одлуку да напусти Гама реј. Напустивши Гама реј, наишао је и на одбијање из Џудас Приста, уз образложење да његов глас сувише личи на глас Халфорда.
Након 3 године непојављивања добио је позив Мета Синера да оснују Прајмал фир, бенд у коме је његов глас дошао до пуне афирмације, у коме пева од тада.

## Дискографија

### Тајранс пејс
- Eye to Eye (1983)
- Long Live Metal (1984)
- Watching You (1986)

### Гама реј
- Heading for Tomorrow (1989)
- Sigh No More (1991)
- Insanity and Genius (1993)

### Прајмал фир
- Primal Fear (1998)
- Jaws of Death (1999)
- Nuclear Fire (2001)
- Black Sun (2002)
- Devil's Ground (2004)
- Seven Seals (2005)
- New Religion (2007)